# Eggenstein-Leopoldshafen
Eggenstein-Leopoldshafen település Németországban, azon belül Baden-Württembergben. Lakosainak száma 16 777 fő (2023. december 31.).

## Népesség
A település népessége az elmúlt években az alábbi módon változott:
| Lakosok száma | 5982 | 8003 | 11 280 | 12 679 | 12 654 | 13 336 | 15 064 | 15 329 | 15 896 | 16 777 |
|               | 1961 | 1967 | 1974   | 1980   | 1987   | 1993   | 2000   | 2006   | 2013   | 2023   |